# White-out-Hügel
Der White-out-Hügel ist ein 600 m hoher Hügel an der Borchgrevink-Küste des ostantarktischen Viktorialands. In der Mountaineer Range ragt er im Spatulate Ridge südlich des Kopfendes des Ridgeway-Gletschers auf.
Wissenschaftler der deutschen Expedition GANOVEX III (1982–1983) benannten ihn nach dem antarktistypischen meteorologischen Phänomen Whiteout.